# Xã Pigeon, Quận Warrick, Indiana
Xã Pigeon (tiếng Anh: Pigeon Township) là một xã thuộc quận Warrick, tiểu bang Indiana, Hoa Kỳ. Năm 2010, dân số của xã này là 979 người.